# Malebogo Molefhe

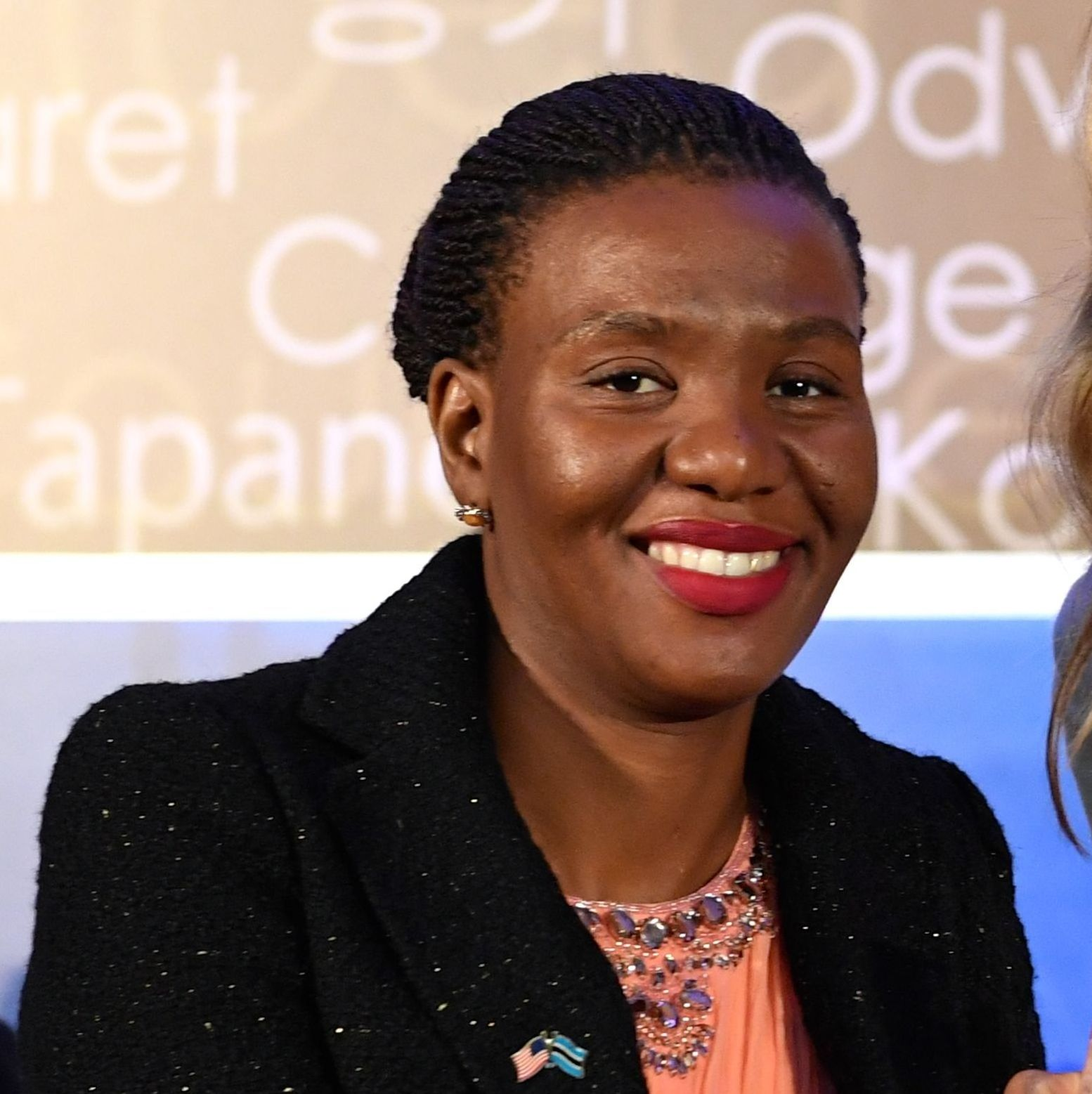
Malebogo Molefhe (2017)

Malebogo Molefhe (* um 1980 in Botswana) ist eine ehemalige botswanische Basketball-Nationalspielerin und Aktivistin gegen geschlechtsspezifische Gewalt. Für ihr Engagement in ihrem Heimatland wurde sie 2017 mit dem “International Women of Courage Award” (IWOC) des Außenministeriums der Vereinigten Staaten ausgezeichnet.

## Leben
Molefhe spielte vom 18. bis zum 29. Lebensjahr Basketball als National- und Profispielerin. Im Jahr 2009 entkam sie knapp dem Tod, nachdem sie von einem ehemaligen Freund brutal angegriffen und achtmal angeschossen wurde. Seitdem ist sie wegen schwerer Rückenmarksverletzungen auf einen Rollstuhl angewiesen.

## Engagement und Ehrung
Seit diesem Angriff setzt sich Molefhe für Frauen und Mädchen ein, die Opfer geschlechtsspezifischer und häuslicher Gewalt sind. Sie begann im nationalen Rundfunk zu sprechen und leitete Workshops und Schulungen zum Thema Prävention. Für ihre Arbeit konnte sich Molefhe der Unterstützung von staatlichen und Nichtregierungsorganisationen in Botswana versichern. Ehrenamtlich engagiert sie sich im ganzen Land, um auf die Gewaltproblematik und deren kulturelle Hintergründe aufmerksam zu machen.
Molefhe entwickelte 2016/2017 mit dem Bildungsministerium zusammen ein Programm für Kinder im schulpflichtigen Alter, das ihnen hilft, die Auswirkungen von häuslicher Gewalt zu verstehen. Sie unterrichtet junge Mädchen und versucht ihnen Selbstbewusstsein und Selbstachtung zu vermitteln, um gegen Unterdrückung der Geschlechter und häusliche Gewalt vorzugehen.
Im Bereich des Sports setzt sich Molefhe ebenso für die Förderung von Frauen ein. Ein Schwerpunkt ihres Engagement liegt bei der aktiven Rehabilitation behinderter Frauen, insbesondere von Frauen, deren Behinderung auf häusliche Gewalt zurückzuführen ist.
Im März 2017 erhielt Malebogo Molefhe als erste botswanische Frau den “International Women of Courage Award”. Unter den 13 Ausgezeichneten des Jahres waren auch Frauen aus Bangladesch, Syrien und Vietnam. Der Preis wurde ihnen am 29. März 2017 von Außenminister Thomas A. Shannon und Melania Trump verliehen.